# Shingi Ono
Shingi Ono (født 9. april 1974) er en tidligere japansk fodboldspiller.
Han har spillet for flere forskellige klubber i sin karriere, herunder Verdy Kawasaki og Yokohama FC.